# Bárcena de Pie de Concha
Bárcena de Pie de Concha è un comune spagnolo di 805 abitanti situato nella comunità autonoma della Cantabria, comarca di Besaya.
Il comune è formato da 4 località: Bárcena de Pie de Concha (capoluogo), Pie de Concha, Pujayo e
Montabliz. Quest'ultimo è ormai disabitato.
Bárcena de Pie de Concha, che dista 56 km da Santander, è sempre stato centro di passaggio delle vie di comunicazione fra la Meseta e la Costa cantabrica. Già nell'epoca della dominazione romana vi passava una strada che univa le odierne Herrera de Pisuerga all'interno della penisola iberica e Suances, porto del Golfo di Biscaglia.  Di questa calzada (strada selciata) i Romani se ne servirono inizialmente per necessità militari e in seguito per uso commerciale. Nel medioevo fu utilizzata per il passaggio di merci e persone per la cui sicurezza si costruirono anche alcune fortezze da dove si presidiava la strada. L'uso della strada romana continuò fino al XVIII secolo. Oggi ne esiste ben conseervato un tratto di 5 km che viene utilizzato dai turisti che si dedicano al trekking nei boschi.

## Monumenti e luoghi d'interesse
Interessanti monumenti sono la chiesa romanica dei Santos Cosma y Damian del XII secolo, che dovette appartenere al Monasterio de Cillapiel che il re di Castiglia Alfonso VII donò alla cattedrale di Burgos nel 1185, la chiesa di Santa Maria de Romble del XVII secolo, su una precedente chiesa del IX secolo e la Ermita de la Consolacion, del XVI secolo.

## Feste
Nel villaggio di Pujay il 9 e 10 agosto si celebra la Festa di San Lorenzo detta anche Fiesta de la maja, in cui si riprende una vecchia tradizione che pochi paesi conservano ancora. Nella piazza del paese viene innalzato un altissimo tronco tenuto verticale da alcune persone e da un gruppo di altre che aiutano ad innalzarlo tirando delle funi legate al tronco. I giovani del paese, cantando, si arrampicano fino a raggiungere la sommità dove è posta una bandiera di cui si impossessano. Terminato il gioco sempre fra i canti anche degli spettatori, si svolge la romeria (processione al santuario seguita da una colazione campestre e da una festa all'aperto che dura fino al giorno dopo.